# Vavaʻu

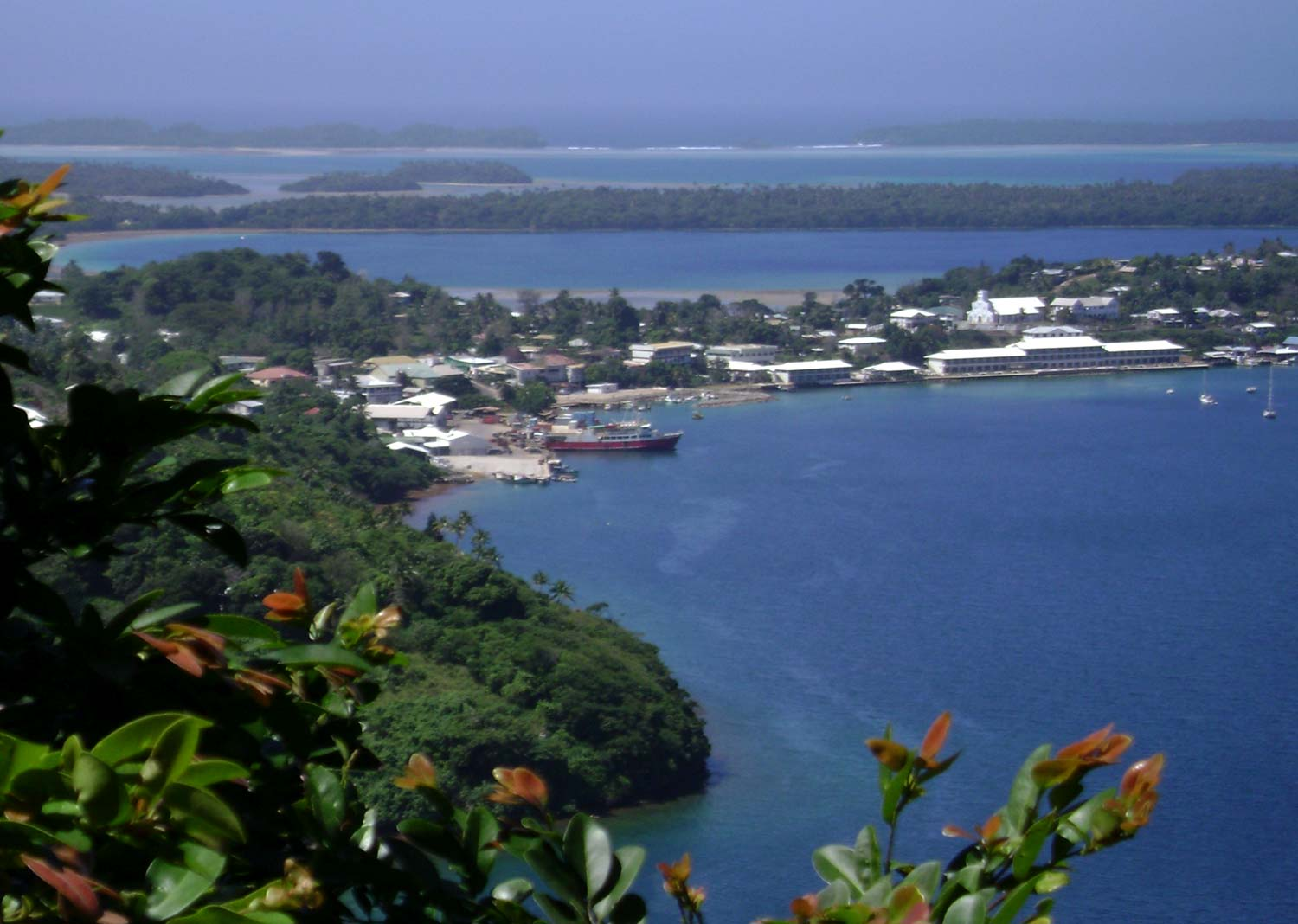
Port of Refuge i Neiafu, a Vavaʻu

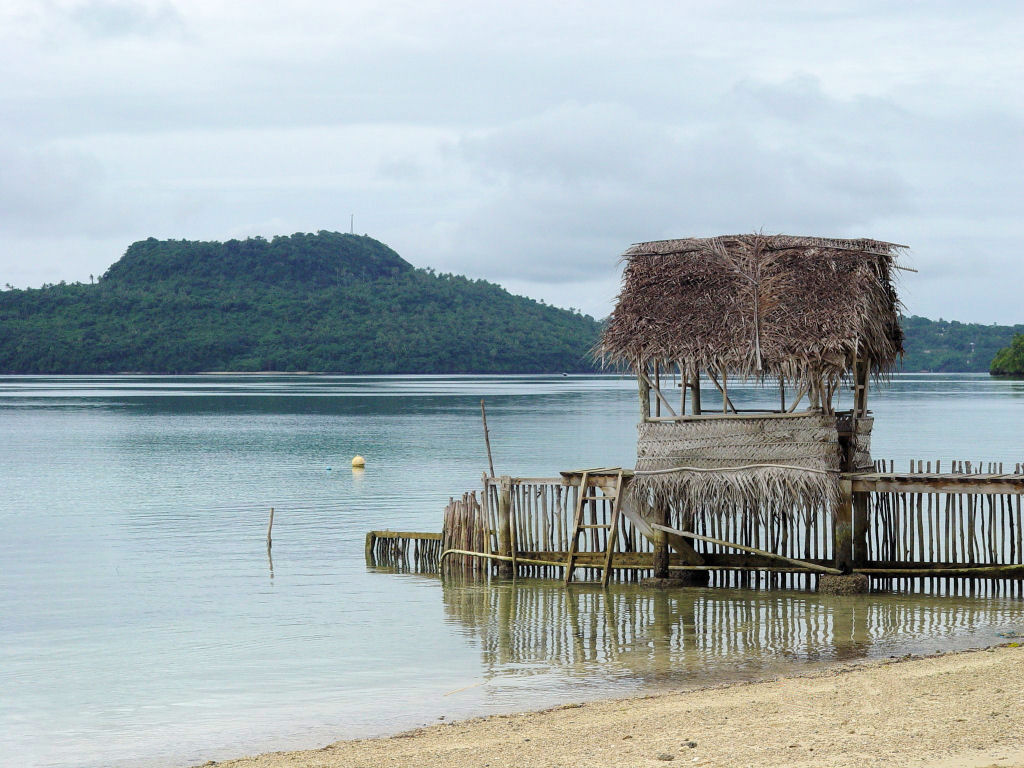
Vista d'una platja a Vavaʻu

Vava‘u és l'illa principal del grup Vavaʻu, al nord de Tonga. De vegades s'ha transcrit com Vavao, i també s'anomena ‘Uta Vava‘u (en anglès Vava‘u Mainland) per distingir l'illa del grup.
L'illa de Vavaʻu és una plataforma elevada de corall amb penya-segats a la costa nord i amb un litoral baix i irregular al sud que s'obre en una xarxa complexa de canals, badies i illes formant un dels ports naturals més protegits del Pacífic. La superfície total és de 89,74 km², i l'altitud màxima és de 204 m.
La capital és Neiafu (18° 39′ S, 173° 59′ O / 18.650°S,173.983°O), situada a la costa meridional. És la segona ciutat més poblada de Tonga. A Neiafu resideix el governador de la divisió administrativa de Vavaʻu. La població total de l'illa era de 12.238 habitants al cens del 1996.

## Illes del grup Vava‘u
A la Polinèsia s'explica que les illes les va crear el déu Maui, que les va pescar del fons del mar amb el seu ham màgic i les va deixar surant. Els locals de Vavaʻu diuen que Maui va pescar l'illa de mala gana arrossegant-la. Per això té una gran badia oberta al sud amb un llarg rastre d'illots. En total hi ha unes 70 illes, de les quals 17 són habitades, distribuïdes en sis districtes. Les més importants són:
| Illa       | Població (1996) | Àrea (km²) | Densitat | Coordenades                                |
| ---------- | --------------- | ---------- | -------- | ------------------------------------------ |
| Foeata     | 5               | 0,10       |          | 18° 43′ S, 174° 8′ O / 18.717°S,174.133°O  |
| Fonualei   |                 |            |          | 18° 1′ S, 174° 19′ O / 18.017°S,174.317°O  |
| Hunga      | 347             | 4,69       | 74,0     | 18° 41′ S, 174° 7′ O / 18.683°S,174.117°O  |
| Kapa       | 410             | 5,96       | 68,8     | 18° 42′ S, 174° 2′ O / 18.700°S,174.033°O  |
| Kenutu     | 1               | 0,43       |          | 18° 42′ S, 173° 56′ O / 18.700°S,173.933°O |
| Koloa      | 321             | 2,25       | 142,7    | 18° 39′ S, 173° 56′ O / 18.650°S,173.933°O |
| Lape       | 21              | 0,39       | 53,8     | 18° 43′ S, 174° 5′ O / 18.717°S,174.083°O  |
| Late       |                 |            |          | 18° 48′ S, 174° 39′ O / 18.800°S,174.650°O |
| Lateiki    |                 |            |          | 19° 11′ S, 174° 52′ O / 19.183°S,174.867°O |
| Nuapapu    | 381             | 2,67       | 142,7    | 18° 42′ S, 174° 5′ O / 18.700°S,174.083°O  |
| Ofu        | 171             | 1,24       | 137,9    | 18° 42′ S, 173° 58′ O / 18.700°S,173.967°O |
| Okoa       | 228             | 0,34       | 670,6    |                                            |
| Oloʻua     | 110             | 0,49       | 224,5    | 18° 40′ S, 173° 57′ O / 18.667°S,173.950°O |
| ʻOvaka     | 103             | 1,29       | 79,8     | 18° 45′ S, 174° 6′ O / 18.750°S,174.100°O  |
| Pangaimotu | 835             | 8,86       | 94,2     | 18° 39′ S, 174° 0′ O / 18.650°S,174.000°O  |
| Tapana     | 6               | 0,36       |          |                                            |
| Taunga     | 77              | 0,36       | 213,9    | 18° 45′ S, 174° 1′ O / 18.750°S,174.017°O  |
| ʻUtungake  | 457             | 0,93       | 491,4    | 18° 40′ S, 174° 1′ O / 18.667°S,174.017°O  |
| Vakaʻeitu  | 4               | 0,90       |          | 18° 43′ S, 174° 6′ O / 18.717°S,174.100°O  |
| Vavaʻu     | 12.238          | 89,74      | 136,4    | 18° 37′ S, 174° 0′ O / 18.617°S,174.000°O  |
| TOTAL      | 15.715          | 121,00     | 129,9    |                                            |

Un pas elevat uneix les illes de Vavaʻu, Pangaimotu, Toula i ʻUtungake, situades davant de Neiafu.
Com a prolongació al nord de la línia de volcans de Haʻapai, al grup Vavaʻu es troben algunes illes que són cons volcànics extints i altres que són illes en formació a partir de volcans submarins:
- Fonualei (abans Amargura) és una illa en forma cònica que s'eleva fins a 183 m amb un penya-segat vertical a la costa sud.
- Toku, a 43 km al nord de Vavaʻu, és una illa formada pel cràter d'un volcà actiu.
- Late és un con simètric de 5 km de diàmetre i 518 m d'altitud.
- Lateiki, 'petit Late', més conegut com a Metis Shoal, és un volcà submarí que es troba al sud de Late i en diverses ocasions a format una illa.

## Història
El grup Vavaʻu va ser descobert pel gallec Francisco Mourelle, el 1781. El seu vaixell, La Princesa, es va desviar de la tradicional ruta del galió de Manila i va arribar en precàries condicions a la deshabitada Fonualei on no va poder desembarcar i la va anomenar Amargura. A Vavaʻu es va recuperar a Puerto Refugio (avui Port of Refuge). El port de l'illa Kapa s'anomena Port Maurelle en honor seu. Va anomenar al grup illes Mayorga en honor del virrei de Nova Espanya, el barceloní Martí de Mayorga.
El 1787 hi va arribar el francès La Pérouse abans que es perdés el seu rastre en el Pacífic. Va anotar el nom natiu com a Vavao. L'italohispà Alessandro Malaspina s'hi va estar deu dies, el 1793, en la primera expedició científica espanyola.
| Portal:Polinèsia | Illes de Tonga                                                                                  | Illes de Tonga                                                                                  | Bandera de Tonga                                                                                |
| Grup Niuas:      | Niuafoʻou \| Niuatoputapu \| Tafahi                                                             | Niuafoʻou \| Niuatoputapu \| Tafahi                                                             | Niuafoʻou \| Niuatoputapu \| Tafahi                                                             |
| Grup Vavaʻu:     | Hunga \| Kapa \| Pangaimotu \| ʻUtungake \| Vavaʻu Volcans: Fonualei \| Late \| Lateiki \| Toku | Hunga \| Kapa \| Pangaimotu \| ʻUtungake \| Vavaʻu Volcans: Fonualei \| Late \| Lateiki \| Toku | Hunga \| Kapa \| Pangaimotu \| ʻUtungake \| Vavaʻu Volcans: Fonualei \| Late \| Lateiki \| Toku |
| Grup Haʻapai:    | Lifuka \| Kotu \| Nomuka Volcans: Fonuafoʻou \| Kao \| Tofua                                    | Lifuka \| Kotu \| Nomuka Volcans: Fonuafoʻou \| Kao \| Tofua                                    | Lifuka \| Kotu \| Nomuka Volcans: Fonuafoʻou \| Kao \| Tofua                                    |
| Grup Tongatapu:  | ʻAta \| ʻEua \| Minerva \| Tongatapu                                                            | ʻAta \| ʻEua \| Minerva \| Tongatapu                                                            | ʻAta \| ʻEua \| Minerva \| Tongatapu                                                            |